# Xysticus viveki
Xysticus viveki är en spindelart som beskrevs av Gajbe 2005. Xysticus viveki ingår i släktet Xysticus och familjen krabbspindlar. Inga underarter finns listade i Catalogue of Life.